# Бенито, Альваро
Альваро Бенито Вильяр (исп. Álvaro Benito Villar; родился 10 декабря 1976 года) — испанский футболист, левый полузащитник. Также вокалист и гитарист группы «Пинозе». Воспитанник мадридского «Реала».

## Биография
Родился в Саламанке, Кастилия-Леон. Бенито попал в знаменитую молодёжную академию мадридского «Реала». Не достигнув и 18 лет дебютировал за «Реал Мадрид C». На следующий год попал в резервную команду «сливочных» — Реал Мадрид B.

## Достижения

### Клубные
Реал Мадрид
- Чемпион Испании (2): 1997, 2001
- Обладатель Суперкубка Испании (1): 2001
- Победитель Лиги чемпионов УЕФА (2): 1998, 2002
- Обладатель Межконтинентального кубка (1): 1998
- Итого: 6 трофеев

### Национальные
Испания (до 16)
- ЧЕ (до 16): финалист 1992